# 1738

## Esdeveniments
Països Catalans
Resta del món
- 18 de novembre - Viena (Àustria): es signa el Tractat de Viena de 1738 entre França i el Sacre Imperi Romanogermànic, que posa final a la Guerra de Successió Polonesa modificant el mapa polític europeu per assegurar l'equilibri entre les dues potències europees.
- Pierre Louis Maupertuis publica les seves teories sobre la forma de la Terra.
- Inventat el rellotge de cucut (probable).

## Naixements
Països Catalans
- 25 de novembre - L'Alcúdia, Ribera Alta: Joan Baptista Madramany i Carbonell, horticultor i poeta (m. 1802).
- 25 de desembre - València: Manuel Lassala i Sangerman, teòleg, humanista, poeta i dramaturg valencià (m. 1806).

Resta del món
- 14 d'abril - Nottinghamshire, Anglaterra: William Cavendish-Bentinck Duke of Portland, Primer ministre del Regne Unit (m. 1809).[1]
- 28 de maig - Saintes, França: Joseph Ignace Guillotin, metge i diputat francès, que va proposar la utilització de la guillotina a França (m. 1814).[2]
- 15 de novembre - Hannover (Alemanya): William Herschel, astrònom.

## Necrològiques
Països Catalans
- 31 de gener: Baltasar Escrivà d'Íxer i Montsoriu, aristòcrata i erudit valencià, virrei borbònic de Mallorca.
- Lesmes Reventós monjo i prior major de Montserrat.

Resta del món
- Brentford: Francis Fox, diví
- 16 de març: Dresden, George Bähr, arquitecte alemany de la Frauenkirche de Dresden.